# Artocarpus subrotundifolius
Artocarpus subrotundifolius är en mullbärsväxtart som beskrevs av Adolph Daniel Edward Elmer. Artocarpus subrotundifolius ingår i släktet Artocarpus och familjen mullbärsväxter. Inga underarter finns listade i Catalogue of Life.